# Gagaoezisch
Het Gagaoezisch (Gagauz dili) is een Turkse taal, die wordt gesproken door de Gagaoezen.

## Verspreiding en verwantschap
Het Gagaoezisch wordt voornamelijk gesproken in de Moldavische autonome regio Gagaoezië. Daarnaast zijn er Gagaoezische minderheden in Oekraïne en de Balkan. De taal is gebaseerd op het Balkan-Turks en is beïnvloed door tradioneel Turks. Er zijn zo'n 150.000 moedertaalsprekers van het Gagaoezisch. Zowel mondelinge als schriftelijke communicatie tussen sprekers van Gagaoezisch en Turks is zonder problemen mogelijk, omdat de twee talen slechts in geringe mate van elkaar verschillen.

## Klankleer
|             | labiaal | labiaal | dentaal | dentaal | alveolaar | alveolaar | post- alveolaar | post- alveolaar | palataal | velaar | velaar | glottaal | glottaal |
| ----------- | ------- | ------- | ------- | ------- | --------- | --------- | --------------- | --------------- | -------- | ------ | ------ | -------- | -------- |
| nasaal      | m       | m       |         |         | n         | n         |                 |                 |          |        |        |          |          |
| plosief     | p       | b       | t       | d       |           |           |                 |                 |          | k      | ɡ      |          |          |
| affricaat   |         |         |         |         | t͡s        | t͡s        | t͡ʃ              | d͡ʒ              |          |        |        |          |          |
| fricatief   | f       | v       |         |         | s         | z         | ʃ               | ʒ               |          |        |        | h        | h        |
| tremulant   |         |         |         |         | ɾ ~ r     | ɾ ~ r     |                 |                 |          |        |        |          |          |
| approximant |         |         |         |         | l         | l         |                 |                 | j        |        |        |          |          |

|          | voor | voor | centraal | achter | achter |
| -------- | ---- | ---- | -------- | ------ | ------ |
| gesloten | i    | y    |          | ɯ      | u      |
| midden   | e    | ø    | ə        | o      | o      |
| open     | æ    | æ    |          | ɑ      | ɑ      |

## Schrift
Het Gagaoezisch wordt geschreven in een op het Turks gebaseerde versie van het Latijnse alfabet. Tussen 1957 en 1993 werd het cyrillisch alfabet gebruikt.
| A a | Ä ä | B b | C c | Ç ç | D d | E e | Ê ê |
| F f | G g | H h | I ı | İ i | J j | K k | L l |
| M m | N n | O o | Ö ö | P p | R r | S s | Ş ş |
| T t | Ţ ţ | U u | Ü ü | V v | Y y | Z z |     |

| А а | Ӓ ӓ | Б б | В в | Г г | Д д | Е е | Ё ё |
| Ж ж | Ӂ ӂ | З з | И и | Й й | К к | Л л | М м |
| Н н | О о | Ӧ ӧ | П п | Р р | С с | Т т | У у |
| Ӱ ӱ | Ф ф | Х х | Ц ц | Ч ч | Ш ш | Щ щ | Ъ ъ |
| Ы ы | Ь ь | Э э | Ю ю | Я я |     |     |     |

## Tekstvoorbeeld
De onderstaande tekst is een uittreksel uit de Universele Verklaring van de Rechten van de Mens in het Gagaoezisch.
| Nederlands | Gagaoezisch | Gagaoezisch (1957-1993) |
| --- | --- | --- |
| Alle mensen worden vrij en gelijk in waardigheid en rechten geboren. Zij zijn begiftigd met verstand en geweten, en behoren zich jegens elkander in een geest van broederschap te gedragen. | Insannar hepsi duuêrlar serbest hem birtakım kendi kıymetindä hem haklarında. Onnara verilmiş akıl hem üz da läazım biri-birinä davransınnar kardaşlık ruhuna uygun. | Инсаннар хепси дууэрлар сербест хем биртакым кенди кыйметиндӓ хем хакларында. Оннара верилмиш акыл хем ӱз да лӓазым бири-биринӓ даврансыннар кардашлык рухуна уйгун. |

- Gemeinsame Normdatei: 4239763-7
- Nationale Bibliotheek van Tsjechië: ph835848
- Nationale Bibliotheek van Israël: 987007555661705171